# West-Canarische skink
De West-Canarische skink (Chalcides viridanus) is een hagedis uit de familie van de skinken (Scincidae).

## Naam en indeling
De hagedis wordt ook wel aangeduid met parelskink van de Canarische eilanden en Noord-Canarische skink.
De West-Canarische skink werd voor het eerst wetenschappelijk beschreven door Johann Ludwig Christian Gravenhorst in 1851. Oorspronkelijk werd de naam Gongylus viridanus gebruikt. Lange tijd was er naast de nominale ondersoort Chalcides viridianus viridianus een tweede ondersoort: Chalcides viridianus simonyi. Deze wordt echter als een aparte soort beschouwd (Chalcides simonyi). De vroegere ondersoort C. v. coeruleopunctatus wordt tegenwoordig algemeen als een aparte soort gezien (Chalcides coeruleopunctatus). De soortaanduiding viridanus is afgeleid van het Latijnse woord 'viridis', dat groen betekent.

## Uiterlijke kenmerken
De lichaamskleur is bruin, met een donkere tot zwarte staart en vele lichtere, donker omzoomde vlekjes op de rug, de buikzijde is lichter. Kenmerkend zijn de zwarte flanken en poten. De lengte is maximaal 18 centimeter inclusief staart. Net als andere skinken heeft deze soort een relatief lange staart, gladde schubben en een rolrond lichaam met relatief kleine pootjes.

## Verspreiding en habitat

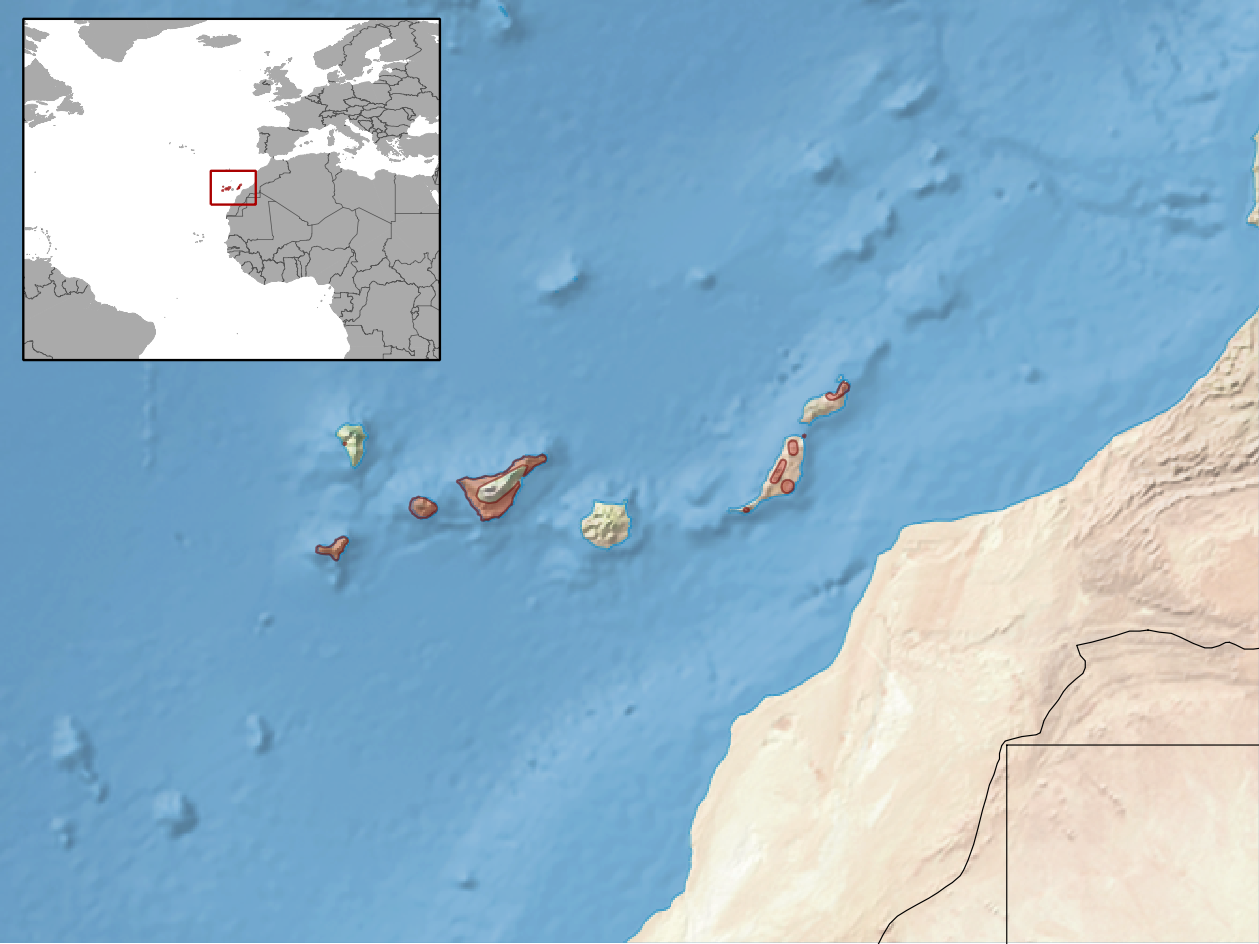
Leefgebied

Het verspreidingsgebied bestaat uit het eiland Tenerife (Canarische Eilanden) en Madeira, een eiland ten westen van Portugal. De ondersoort Chalcides viridanus simonyi is endemisch in de Canarische eilanden en komt voor op de eilanden Fuerteventura en Lanzarote. De habitat bestaat uit bossen, struikgewassen en rotsachtige gebieden, de mens wordt niet geschuwd en ook in gecultiveerde gebieden als steden wordt de skink gevonden.
Door de internationale natuurbeschermingsorganisatie IUCN is de beschermingsstatus 'veilig' toegewezen (Least Concern of LC). De vrouwtjes zijn levendbarend en brengen per keer een tot zes jongen ter wereld.